# Beatriz Lyra
Beatriz Lyra, nome artístico de Beatriz Alcina de Lyra Andrade (Canhotinho, 2 de maio de 1930 ), é uma atriz brasileira.

## Carreira
Iniciou sua carreira em 1952, no Teatro Experimental da Ópera de Pascoal Carlos Magno, mas profissionalmente estrearia em 1956. Seu principal destaque em teatro ocorreria em 1968 com o espetáculo Luz de Gás.
Sua estreia na televisão foi em 1969, atuando em A Ponte dos Suspiros na Rede Globo. Desde então Beatriz atuou em diversas telenovelas, no seguinte se destacou em Escrava Isaura interpretando a doente e solitária Ester, a criadora de Isaura.
Acumulou na emissora outros trabalhos memoráveis, entre eles a nobre Anita em Marina, a viúva Letícia em Baila Comigo, a bem humorada Irene Rock em Sol de Verão, a vilã socialite Helena em Amor com Amor Se Paga e a doce Almerinda em O Dono do Mundo.
A atriz esteve presente em quase todas as novelas do autor Manoel Carlos, seu amigo de longa data, sendo a campeã na parceria com o escritor: Baila Comigo, Sol de Verão, Novo Amor na Rede Manchete, Felicidade, História de Amor, Por Amor e Laços de Família, além de uma participação em Mulheres Apaixonadas. O autor já revelou em entrevistas que alguns atores funcionam como uma espécie de amuleto de sorte em suas novelas.
Seu último papel fixo em uma novela foi em 2000 em Laços de Família, interpretando Cleide, núcleo de amigos da sofisticada Alma (vivida por Marieta Severo). Desde então submeteu-se à apenas pequenas participações: a amiga de Marta em Mulheres Apaixonadas, a Haydé de Senhora do Destino, a madre em O Profeta e a enfermeira em Haja Coração.
Beatriz Lyra também formou-se em Turismo, assim mesclando as carreiras. Foi a responsável pela primeira viagem de Fernanda Montenegro e família à China.
A atriz está aposentada e mora num luxuoso apartamento no bairro do Catete, no Rio de Janeiro, com uma sobrinha-neta, pois Beatriz não casou e nem teve filhos.

## Filmografia

### Televisão
| Ano  | Título                 | Personagem                 | Notas                          |
| ---- | ---------------------- | -------------------------- | ------------------------------ |
| 1969 | A Ponte dos Suspiros   | Beatriz D´ Ávila           | Participação especial          |
| 1975 | A Moreninha            | Luiza                      |                                |
| 1976 | Escrava Isaura         | Ester Almeida              |                                |
| 1977 | À Sombra dos Laranjais | Marta Caldas               |                                |
| 1978 | Ciranda, Cirandinha    | Marta                      |                                |
| 1980 | Marina                 | Anita                      |                                |
| 1981 | Baila Comigo           | Letícia Maia Rodrigues     |                                |
| 1981 | Brilhante              | Carmem                     |                                |
| 1982 | Elas por Elas          | Amiga de Márcia            | Participação especial          |
| 1982 | Sol de Verão           | Irene Kock                 |                                |
| 1983 | Guerra dos Sexos       | Gertrudes                  |                                |
| 1983 | Caso Especial          | Anita                      | Episódio: "Domingo em Família" |
| 1984 | Amor com Amor Se Paga  | Helena                     |                                |
| 1985 | Ti Ti Ti               | Samantha                   | Participação Especial          |
| 1986 | Novo Amor              | Virgínia Monteiro          |                                |
| 1987 | Mandala                | Estela                     |                                |
| 1988 | Bebê a Bordo           | Dra. Silvia                |                                |
| 1990 | Barriga de Aluguel     | Assistente social          | Participação especial          |
| 1990 | Rainha da Sucata       | Olga, prima de Neiva       | Participação especial          |
| 1990 | Araponga               | Neusa                      | Participação especial          |
| 1991 | Felicidade             | Idalina                    |                                |
| 1991 | O Dono do Mundo        | Almerinda                  |                                |
| 1992 | Você Decide            | —                          | Episódio: Águas Passadas       |
| 1994 | Você Decide            | —                          | Episódio: Flor de Outono       |
| 1995 | História de Amor       | Silvana Furtado            |                                |
| 1996 | Você Decide            | Diana                      | Episódio: "Véu de Noiva"       |
| 1997 | Por Amor               | Mafalda Andrade            |                                |
| 1999 | Você Decide            | Dirce                      | Episódio: "Ninguém é Perfeito" |
| 1999 | Mulher                 | Neide                      | Episódio: "O Acidente"         |
| 2000 | Laços de Família       | Cleide                     |                                |
| 2003 | Mulheres Apaixonadas   | Amiga de Marta             | Participação especial          |
| 2004 | Senhora do Destino     | Enfermeira de Porto Alegre | Participação especial          |
| 2007 | O Profeta              | Madre Superiora            | Participação especial          |
| 2016 | Haja Coração           | Dionice                    | Participação especial          |

### No cinema
| Ano  | Título                         | Personagem        |
| ---- | ------------------------------ | ----------------- |
| 1971 | Lua-de-Mel e Amendoim          | Mãe de Serginho   |
| 1977 | Esse Rio Muito Louco           | —                 |
| 1978 | J.J.J., O Amigo do Super-Homem | Dona da esmeralda |

## No teatro
| Ano  | Título                                                         |
| ---- | -------------------------------------------------------------- |
| 1966 | Uma Mulher do Outro Mundo                                      |
| 1967 | Nicolette Contra 009                                           |
| 1967 | O Gol de Tia Candoca                                           |
| 1968 | Luz de Gás                                                     |
| 1969 | Chantagem                                                      |
| 1969 | Antígona                                                       |
| 1970 | A Teia da Aranha                                               |
| 1971 | Senhorita Julia                                                |
| 1971 | Um Vizinho em Nossas Vidas                                     |
| 1972 | Em Família                                                     |
| 1973 | Crimeterapia                                                   |
| 1973 | Sermão para um Machão                                          |
| 1974 | Chiquinha Gonzaga                                              |
| 1975 | Bonifácio Bilhões                                              |
| 1975 | A Venerável Madame Goneau                                      |
| 1977 | Divórcio, Cupim da Sociedade                                   |
| 1979 | Como Testar a Fidelidade das Mulheres (assistente de produção) |
| 1980 | Campeões do Mundo                                              |
| 1983 | Caixa de Sombras                                               |
| 1988 | O Preço                                                        |
| 1996 | A Dama do Cerrado                                              |
| 2000 | Jornada de Um Poema                                            |

## Ligações Externas
- Beatriz Lyra. no IMDb.